# Grapevine, Texas
Grapevine är en stad (city) huvudsakligen i Tarrant County men till en liten del i Dallas County, och Denton County, i Texas. Vid 2010 års folkräkning hade Grapevine 46 334 invånare.

## Kända personer från Grapevine
- Greg Garza, fotbollsspelare
- Wingate H. Lucas, politiker
- Jaret Reddick, musiker
- Brandon Pertzborn, musiker